# Praia Formosa (Santa Maria)

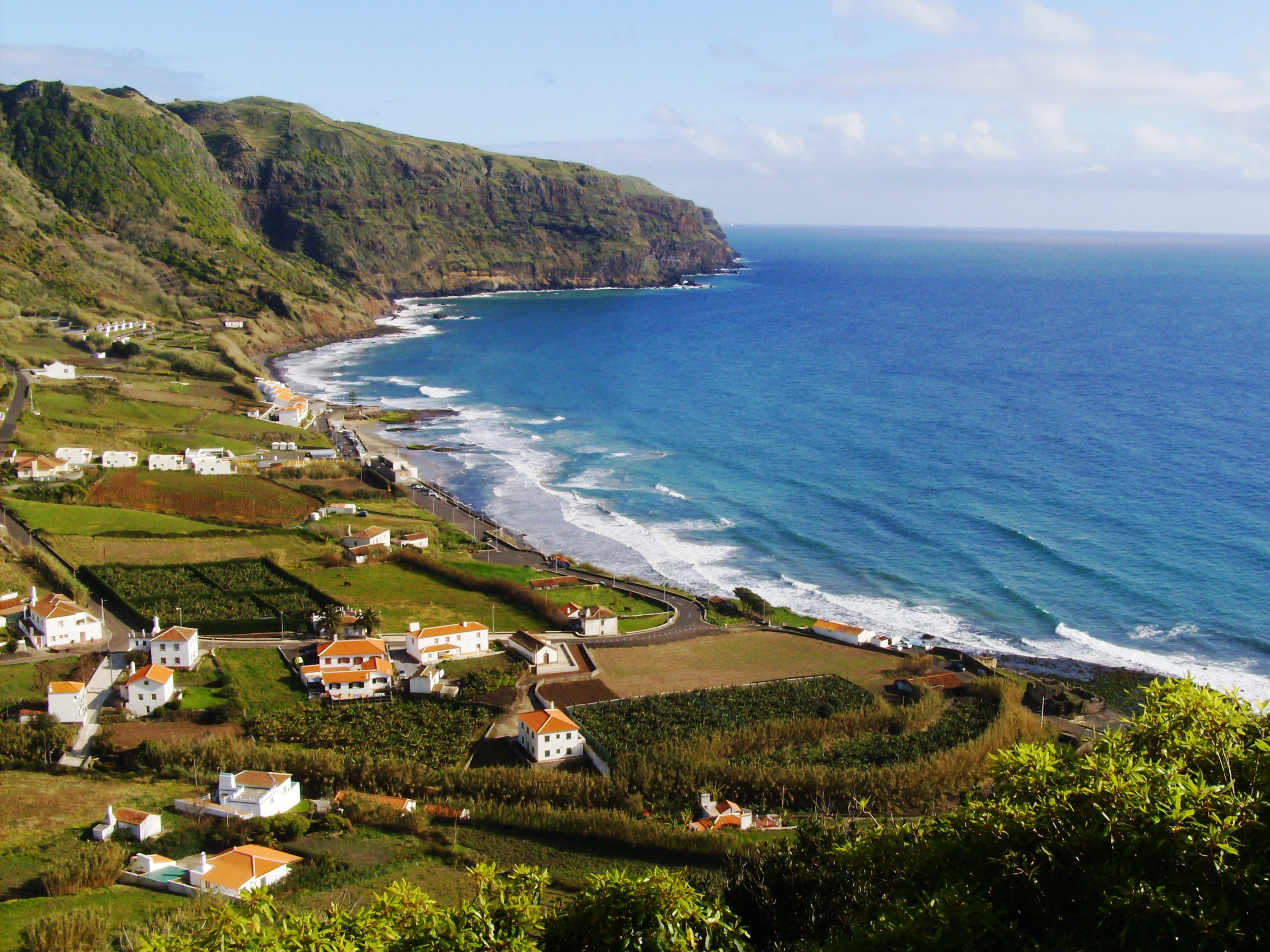
Praia Formosa, ilha de Santa Maria.

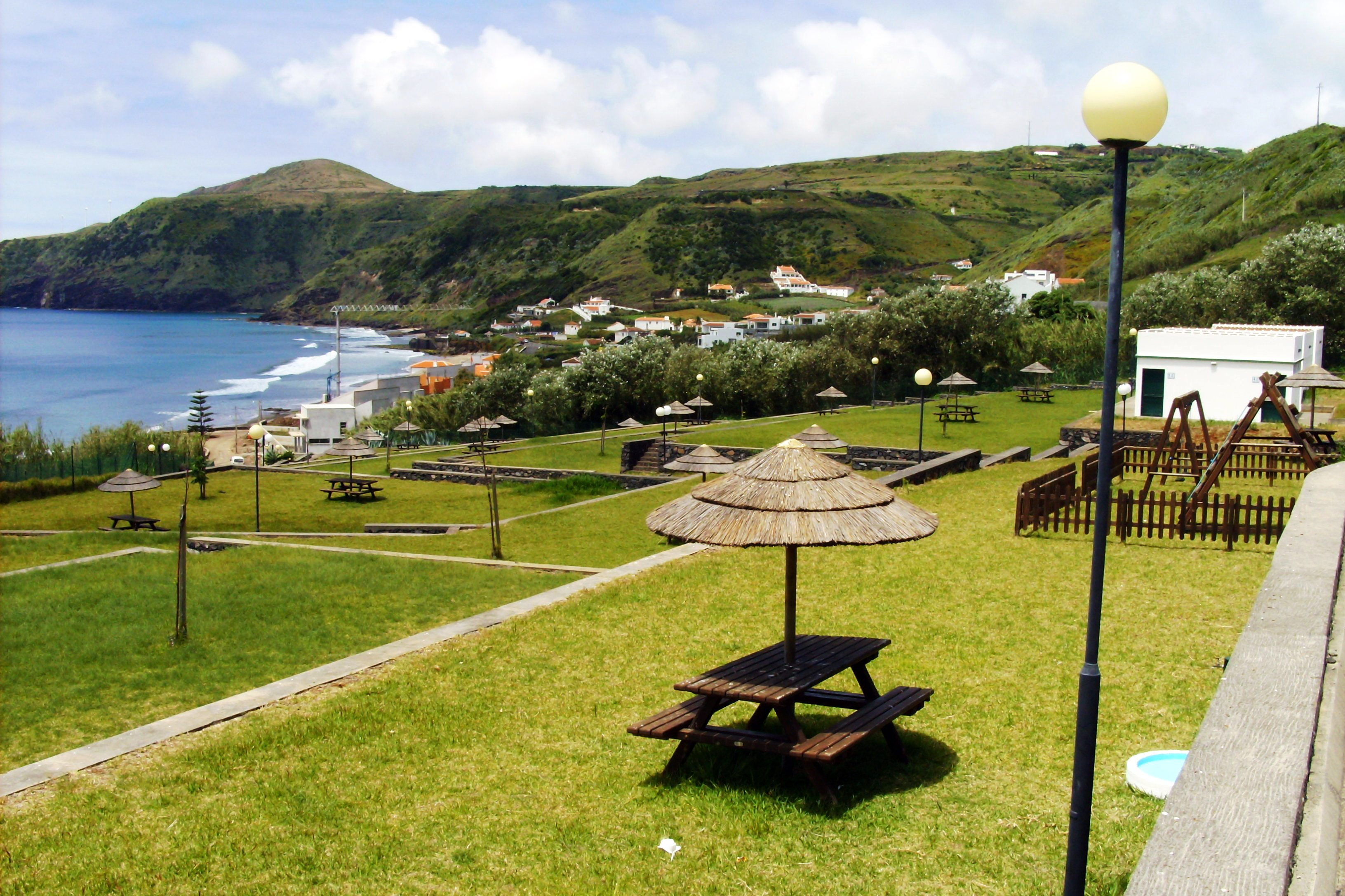
Praia Formosa: vista a partir do parque de campismo.

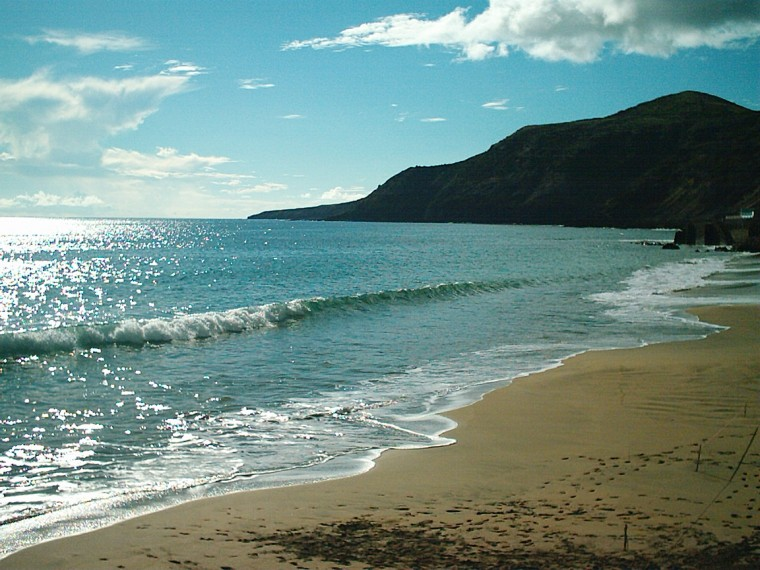
Praia Formosa, areal.

A Praia Formosa localiza-se na freguesia da Almagreira, concelho da Vila do Porto, na ilha de Santa Maria, nos Açores.

## História
Encontra-se referida no mapa dos Açores de autoria do cosmógrafo real, Luís Teixeira, datado de 1584, com o nome de "Plaia Hermosa".
Para a sua defesa, e junto à ribeira que nela deságua, já no século XV ou no XVI foi erguido o Forte de São João Baptista da Praia Formosa, também denominado como Castelo da Praia, possívelmente o mais antigo do arquipélago.
Em nossos dias, a praia passou a contar com um parque de campismo.
Junto à praia realiza-se anualmente o Festival Maré de Agosto, evento musical mais antigo e destacado do Arquipélago.

## Características
Esta praia caracteriza-se por um areal com cerca de um quilómetro de extensão, águas límpidas e mornas, e areias claras, devido à presença de partículas calcárias, o que a torna uma das zonas balneares mais apetecidas do arquipélago.
Margeia o vale da Ribeira da Praia, sendo o conjunto emoldurado por altas encostas, e que pode ser devidamente apreciado a partir do Miradouro da Macela, no seu extremo ocidental.
Não obstante os valores naturais terrestres, nomeadamente os geomorfológicos, a riqueza subjacente à sua classificação como Reserva Natural reside na sua área marinha.